# Aleksander Szymielewicz
Aleksander Szymielewicz (ur. 31 lipca?/13 sierpnia 1912 w Lidzie, zm. między 26 sierpnia a 2 września 1944 w Warszawie) – polski lekarz, partner kompozytora Karola Szymanowskiego, uczestnik powstania warszawskiego.

## Życiorys
Był synem Jana Szymielewicza i Zofii z Makarewiczów – ojciec był wyznania rzymskokatolickiego, matka prawosławnego. Uczył się w Gimnazjum Państwowym im. Romualda Traugutta w Brześciu nad Bugiem, gdzie chodził do jednej klasy z Menachemem Beginem, późniejszym premierem Izraela. W maju 1931 wyjechał do Warszawy, gdzie poznał kompozytora Karola Szymanowskiego, z którym był związany przez kolejnych kilka lat. Dzięki wsparciu Szymanowskiego w październiku 1931 rozpoczął naukę w Szkole Podchorążych Sanitarnych i cywilne studia lekarskie na Wydziale Medycznym Uniwersytetu Warszawskiego, gdzie należał do uczelnianego Koła Medyków. 8 stycznia 1940 otrzymał absolutorium, a 2 maja 1940 zdał swój ostatni egzamin dyplomowy. 23 lipca 1941 został przyjęty do Izby Lekarskiej Warszawsko-Białostockiej. Pracował również w Lecznicy dla Przychodzących Chorych przy ul. Nowogrodzkiej 5. W okresie okupacji pomagał też Ludwice Bogórskiej i Zofii Chomętowskiej w prowadzeniu założonego w 1940 warszawskiego antykwariatu „Krynolina”.
W czasie powstania warszawskiego był jednym z lekarzy w kościele dominikanów pod wezwaniem św. Jacka przy ul. Freta 8/10. Zginął pod gruzami zbombardowanego kościoła lub został rozstrzelany przez Niemców w jego ruinach. Ciała Aleksandra Szymielewicza nigdy nie odnaleziono, choć po wojnie miejsce jego pochówku próbował ustalić za pośrednictwem Polskiego Czerwonego Krzyża historyk Zygmunt Wdowiszewski.
W 1932 warszawski fotograf Benedykt Jerzy Dorys wykonał – najprawdopodobniej na polecenie Karola Szymanowskiego – serię aktów męskich, ukazujących Aleksandra Szymielewicza. Jeden z nich pojawił się w 2014 na okładce drugiego wydania książki Krzysztofa Tomasika Homobiografie.